# یو این-نا
یو این-نا (انگلیسی: Yoo In-na؛ زادهٔ ۵ ژوئن ۱۹۸۲) بازیگر سینما اهل کره جنوبی است. وی از سال ۲۰۰۹ میلادی تاکنون مشغول فعالیت بوده‌است.
از فیلم‌ها یا برنامه‌های تلویزیونی که وی در آن نقش داشته‌است می‌توان به باغ مخفی، ملکه و من، تو از ستاره‌ها اومدی، گابلین، نوازش قلبت، بورا دبورا ، جاسوس‌هایی که عاشقم بودند و گل برفی  و سریال بورا د بورا اشاره کرد.